# 成都市公共交通集团

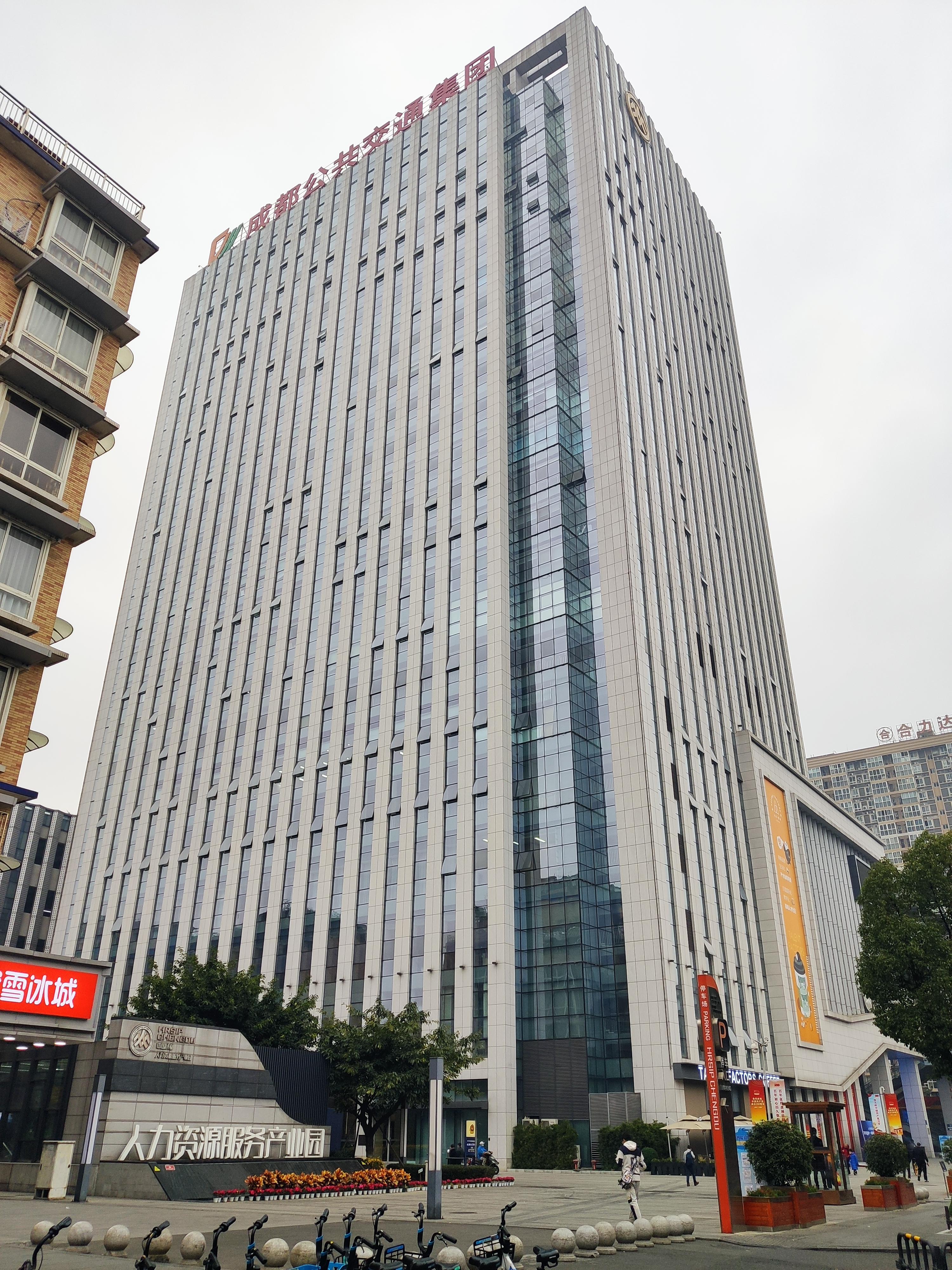
位于金沙公交站的成都公交集团新总部大楼

成都市公共交通集团有限公司（英文：Chengdu Public Transport Group Co., Ltd）是一个在成都市范围内经营公共汽车、出租汽车、公共自行车、汽车修理、汽车租赁、场站建设及管理、公交广告、物资销售、旅游服务、物业管理、驾驶培训为一体的国有大型公益性公交企业集团。创建于1952年7月，前身为成都国营公交，1999年9月28日挂牌为成都公共交通集团公司，系全民所有制企业，后来改制为国有独资有限责任公司。
截止2012年12月末，成都公共交通集团公司拥有环保公交车10521辆，其中高档车占比85.69%；出租车2850辆。经营公交运营线路294条，在用公交场站75个（含保修场），占地1650亩。公共汽车日均载客量475万人次，2013年公司公交车行驶1.17亿公里，同比增加12.31%，完成客运总量5.29亿人次，同比增长11.80％。公交出行分担率26.1%。

## 子公司
成都公交集团的负责公交运营子公司：
- 星辰巴士有限公司
- 运兴巴士有限公司
- 北星巴士有限公司
- 东星巴士有限公司
- 新城市巴士有限公司
- 龙泉巴士公交有限公司
- 郫都区巴士公交有限公司
- 新都巴士公交有限公司
- 青白江巴士公交有限公司
- 温江光华巴士公交有限公司
- 双流巴士公交有限公司
- 天府新区公交有限公司

负责公交相关业务的子公司：
- 成都市公交职业介绍所
- 车辆装饰厂
- 成都公交创维文化广告有限公司
- 成都中北旅行社有限公司
- 四川中油公交能源有限公司
- 蓉城出租汽车有限公司

## 图库

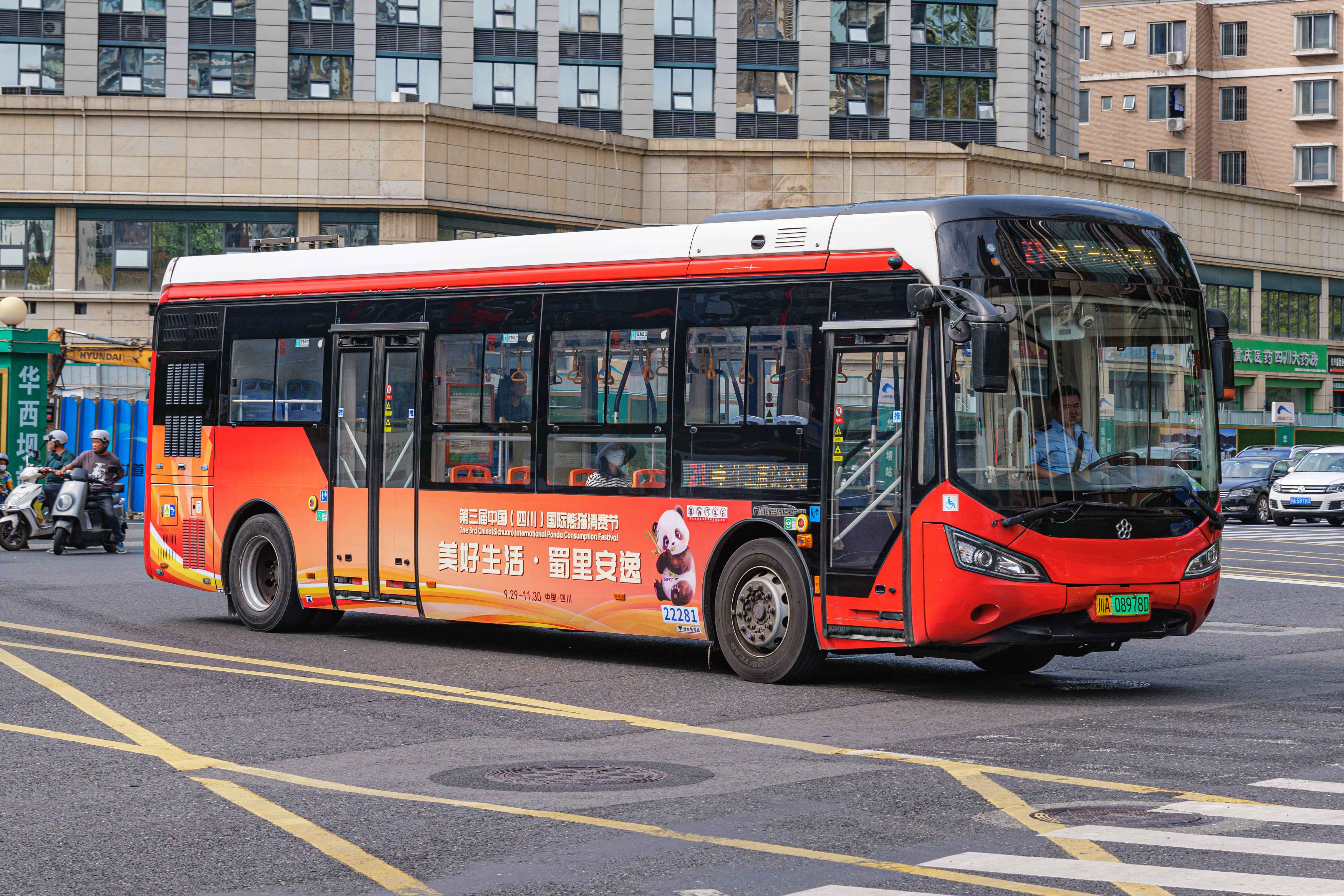
21路使用的广通CAT6100CRBEVT2型客车
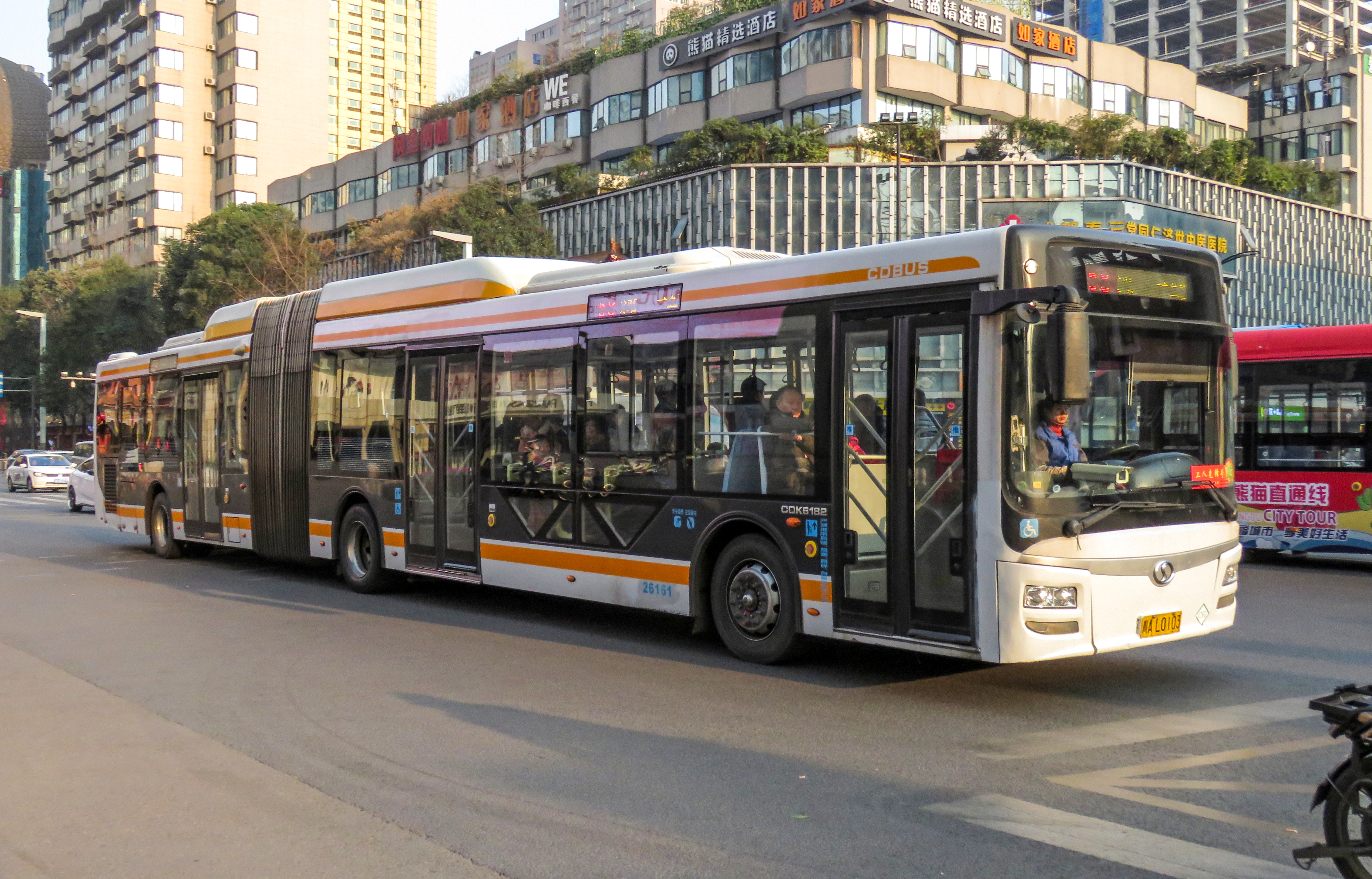
58路使用的蜀都CDK6182CH1R型铰接客车
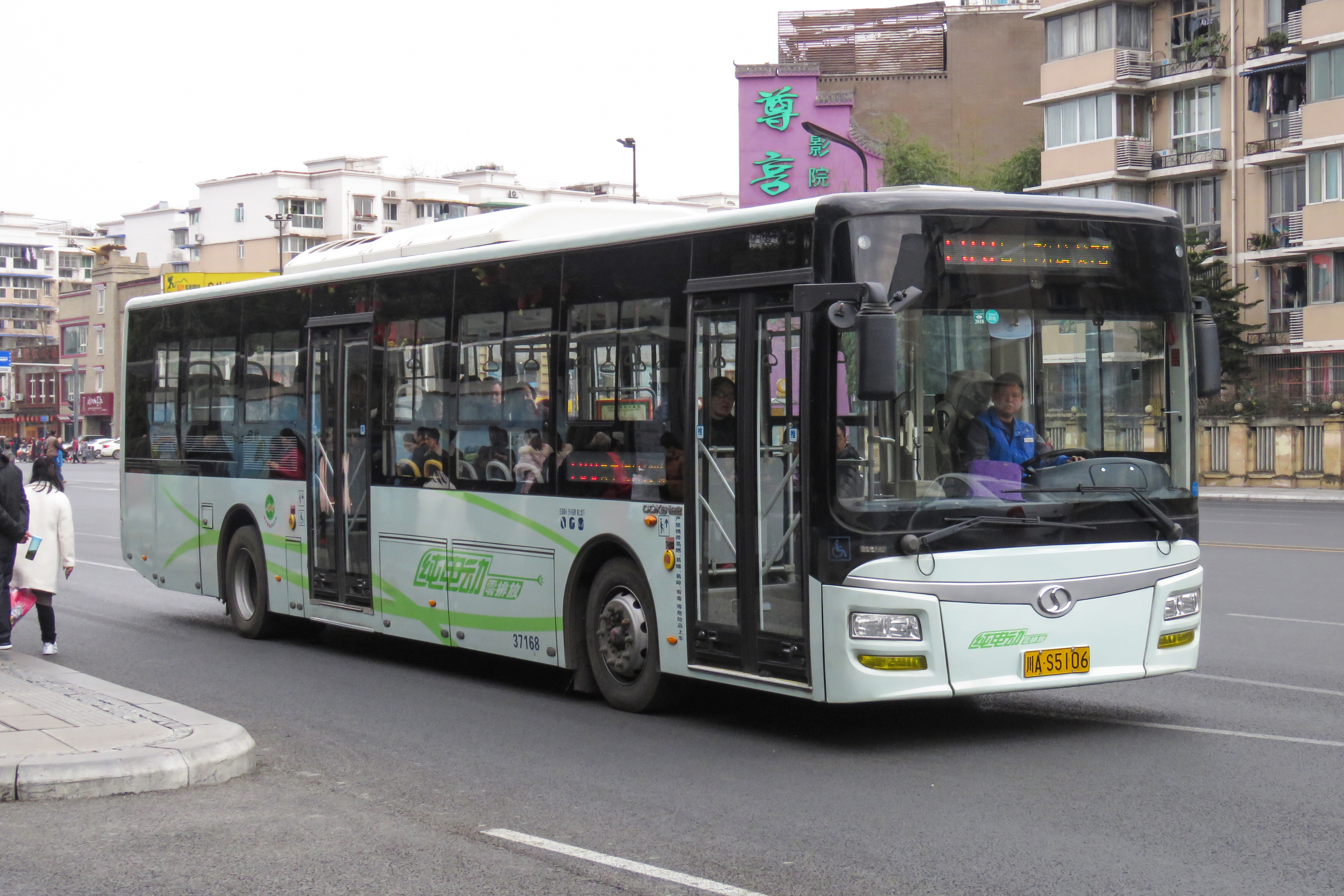
100路使用的蜀都CDK6122CABEV型客车
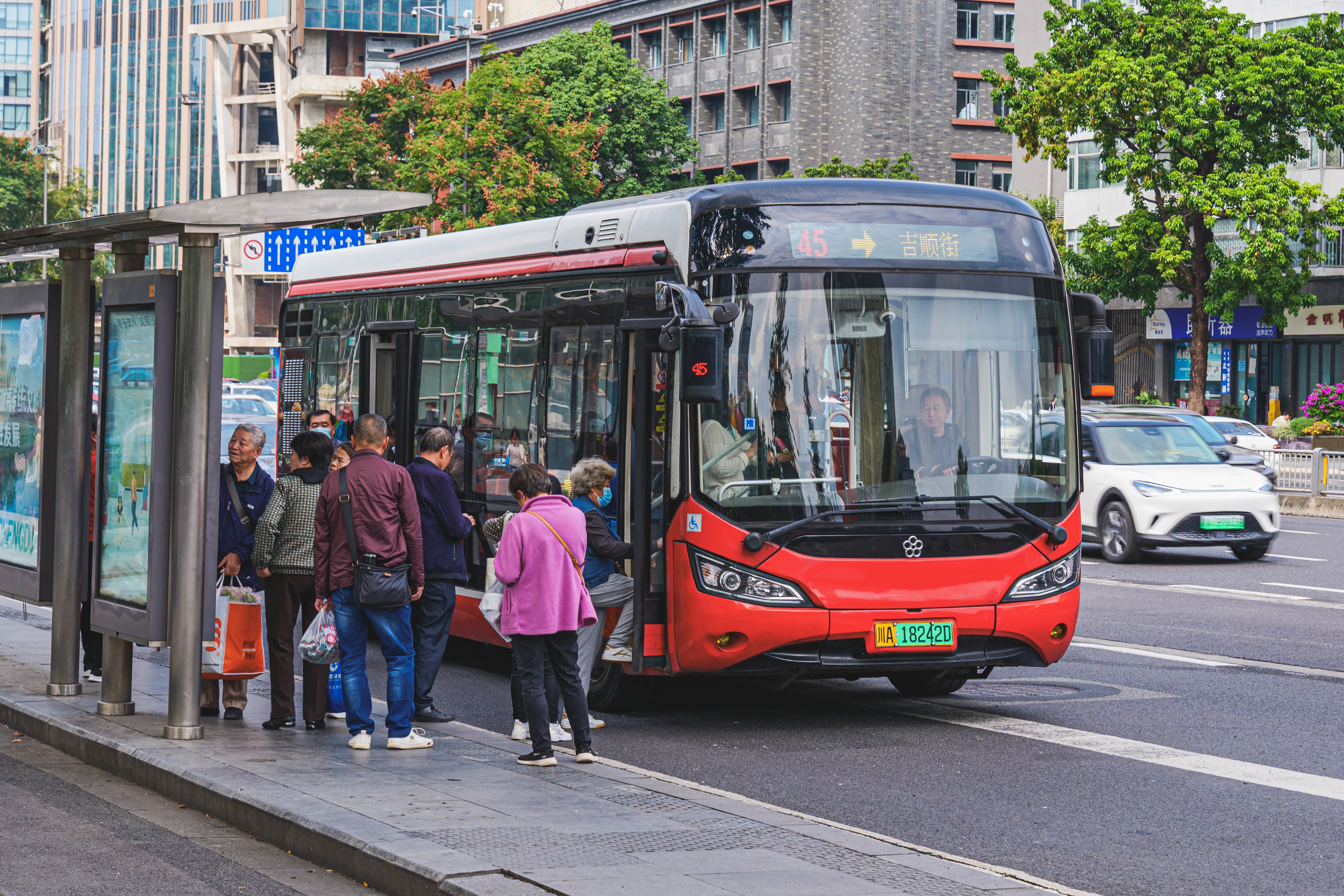
45路在华西坝（华西口腔医院）停靠站上下乘客
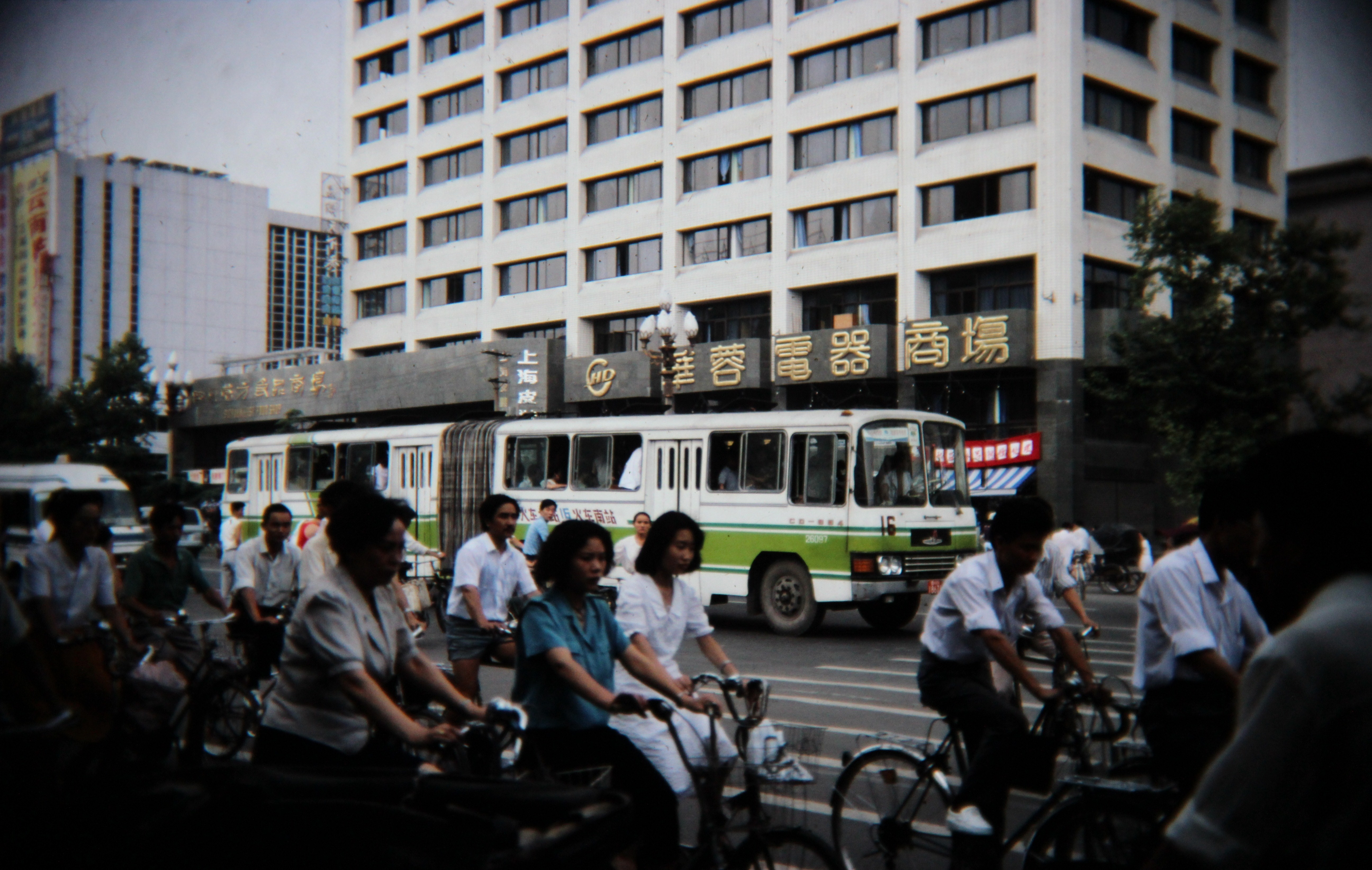
1991年成都公交使用的重庆客车厂CQ664型铰接客车